# Escharella cryptooecium
Escharella cryptooecium is een mosdiertjessoort uit de familie van de Escharellidae. De wetenschappelijke naam van de soort is voor het eerst geldig gepubliceerd in 2007 door Souto, Fernández-Pulpeiro & Reverter-Gil.